# Cryptographis venatalis
Cryptographis venatalis là một loài bướm đêm trong họ Crambidae.